# Georg Ferdinand Fenner
Georg Ferdinand Fenner (* 28. November 1811 in Homburg vor der Höhe; † 8. Juli 1867 ebenda) war ein deutscher Minister in der Landgrafschaft Hessen-Homburg.

## Leben
Georg Ferdinand Fenner wurde als Sohn des Hessen-homburgischen Obristen Georg Christian Fenner und dessen Ehefrau Marianne Antoinette Amelung geboren. Er war verheiratet mit Antonie Hellermann († 1877), mit der er die Kinder Amalie (1840–1872), Elisabeth (1842–1883, ⚭ Ernst Herber), 
Gustav (1845–1910, Rechtsanwalt und Justizrat), Sophie (1847–1880, ⚭ Apotheker Bode in Alzey), Richard (1851–1881, Ingenieur), Paul (1852–1909, Professor in Darmstadt) und Lina (1857, ⚭ Otto Wiener) hatte.
1848 war er, gemeinsam mit Christian Bansa, landgräflicher Landtagskommissar für den kurzlebigen Landtag von Hessen-Homburg.
In der Landgrafschaft Hessen-Homburg wirkte er als Regierungsrat und stand von 1862 bis 1866 als dirigierender Geheimer Rat an der Spitze der Regierung (Geheimer Rat) und war der höchste Beamte in der Landgrafschaft. In dieser Eigenschaft unterschrieb er unter der Herrschaft des Landgrafen Ferdinand von Hessen-Homburg im Jahre 1866 den Vertrag, der die Übergabe des Landes an Preußen zum Inhalt hatte. 
Das Großherzogtum Hessen, Mitglied des Deutschen Bundes, stand im Deutschen Krieg auf der Seite Österreichs. Preußen besiegte die Truppen und annektierte nach dem Friedensvertrag vom 3. September 1866 die Landgrafschaft Hessen-Homburg.
Er wurde mit dem Verdienstorden Philipps des Großmütigen in der Stufe Komtur I. Klasse ausgezeichnet.